# Cerva (Kalabrien)
Cerva ist eine Gemeinde mit 1052 Einwohnern (Stand 31. Dezember 2023) in der italienischen Provinz Catanzaro, Region Kalabrien.
Das Gebiet der Gemeinde liegt auf einer Höhe von 850 m über dem Meeresspiegel und umfasst eine Fläche von 21 km². Die Nachbargemeinden sind Andali, Belcastro, Cropani, Petronà, Sersale. Cerva liegt 48 km nordöstlich von Catanzaro.